# Eli Stone
Eli Stone é um seriado de televisão norte-americano, exibido no canal ABC. A série estreou no Brasil em 22 de abril de 2008, no canal Sony Entertainment Television. Em Portugal, a série estreou em Setembro de 2008, no canal FOX Life.

## Sinopse
Eli Stone conta a história de um advogado bem sucedido que trabalha em uma empresa de advocacia combatendo grandes corporações. Ele descobre ter um aneurisma inoperável que lhe causa alucinações, um problema que ele acredita ter herdado de seu pai. Eli passa a buscar uma cura para este mal, recorrendo a seu irmão, o neurologista Nathan, e a um acupunturista chinês, Dr. Chen, que na verdade é estadunidense. Se as alucinações de Eli Stone lhe causam uma série de problemas, a ponto de interferir em seu noivado com Taylor Wethersby, filha de seu chefe, Jordan Wethersby, por outro lado, o auxiliam na resolução de seus casos, fornecendo-lhe dicas e previsões de eventos futuros.

## Elenco
- Jonny Lee Miller - Eli Stone
- Victor Garber - Jordan Wethersby
- Natasha Henstridge - Taylor Wethersby
- Tom Amandes - Martin Posner
- Loretta Devine - Patti Dellacroix
- Sam Jaeger - Matt Dowd
- James Saito - Dr. Chen
- Matt Letsher - Nathan Stone
- Julie Gonzalo - Maggie Dekker
- Jason Winston George - Keith Bennett
- Laura Benanti - Beth Keller

## Episódios

### Primeira Temporada (2008)
| Título                        | Transmissão original    | Código |
| ----------------------------- | ----------------------- | ------ |
| "Faith"                       | 31 de janeiro de 2008   | 101    |
| "Freedom"                     | 7 de fevereiro de 2008  | 102    |
| "Father Figure"               | 14 de fevereiro de 2008 | 103    |
| "Wake Me Up Before You Go-Go" | 21 de fevereiro de 2008 | 104    |
| "One More Try"                | 28 de fevereiro de 2008 | 105    |
| "Something to Save"           | 6 de março de 2008      | 106    |
| "Heal the Pain"               | 13 de março de 2008     | 107    |
| "Praying for Time"            | 20 de março de 2008     | 108    |
| "I Want Your Sex"             | 27 de março de 2008     | 109    |
| "Heartbeat"                   | 3 de abril de 2008      | 110    |
| "Patience"                    | 10 de abril de 2008     | 111    |
| "Waiting For That Day"        | 13 de abril de 2008     | 112    |
| "Soul Free"                   | 17 de abril de 2008     | 113    |

### Segunda Temporada (2008-2009)
| Título                          | Transmissão original   | Código |
| ------------------------------- | ---------------------- | ------ |
| "The Path"                      | 14 de outubro de 2008  | 201    |
| "Grace"                         | 21 de outubro de 2008  | 202    |
| "Unwritten"                     | 28 de outubro de 2008  | 203    |
| "Should I Stay or Should I Go?" | 11 de novembro de 2008 | 204    |
| "The Humanitarian"              | 18 de novembro de 2008 | 205    |
| "Happy Birthday Nate"           | 2 de dezembro de 2008  | 206    |
| "Help!"                         | 9 de dezembro de 2008  | 207    |
| "Owner of a Lonely Heart"       | 16 de dezembro de 2008 | 208    |
| "Two Ministers"                 | 30 de dezembro de 2008 | 209    |
| "Sonoma"                        | ?                      | 210    |
| "Mortal Combat"                 | ?                      | 211    |
| "Tailspin"                      | ?                      | 212    |
| "Flight Path"                   | ?                      | 213    |

## Recepção da crítica
Eli Stone teve recepção geralmente favorável por parte da crítica especializada. Com base de 24 avaliações profissionais, alcançou uma pontuação de 62% no Metacritic. Por votos dos usuários do site, atinge uma nota de 8.3, usada para avaliar a recepção do público.